# سلما (آلاباما)
سِلما (به انگلیسی: Selma) شهری در شهرستان دالاس ایالت آلاباما است که مساحت آن ۳۷٫۳ کیلومتر مربع است و در سرشماری سال ۲۰۱۰ میلادی، ۲۰٬۷۵۶ نفر جمعیت داشته و تراکم جمعیتی آن، ۵۵۶٫۴۶ نفر در هر کیلومتر مربع بوده است.